# 1632 Siebohme
1632 Siebohme је астероид главног астероидног појаса са пречником од приближно 26,70 .
Афел астероида је на удаљености од 3,015 астрономских јединица (АЈ) од Сунца, а перихел на 2,297 АЈ.
Ексцентрицитет орбите износи 0,135, инклинација (нагиб) орбите у односу на раван еклиптике 5,712 степени, а орбитални период износи 1581,247 дана (4,329 године).
Апсолутна магнитуда астероида је 11,30 а геометријски албедо 0,074.
Астероид је откривен 26. фебруара 1941. године.